# Distretto di Golovec
Il distretto di Golovec (in sloveno Četrtna skupnost Golovec), o semplicemente Golovec, è uno dei 17 distretti (Mestna četrt) della città di Lubiana.
Per il distretto passa il sentiero delle rimembranze e della solidarietà

## Collegamenti esterni

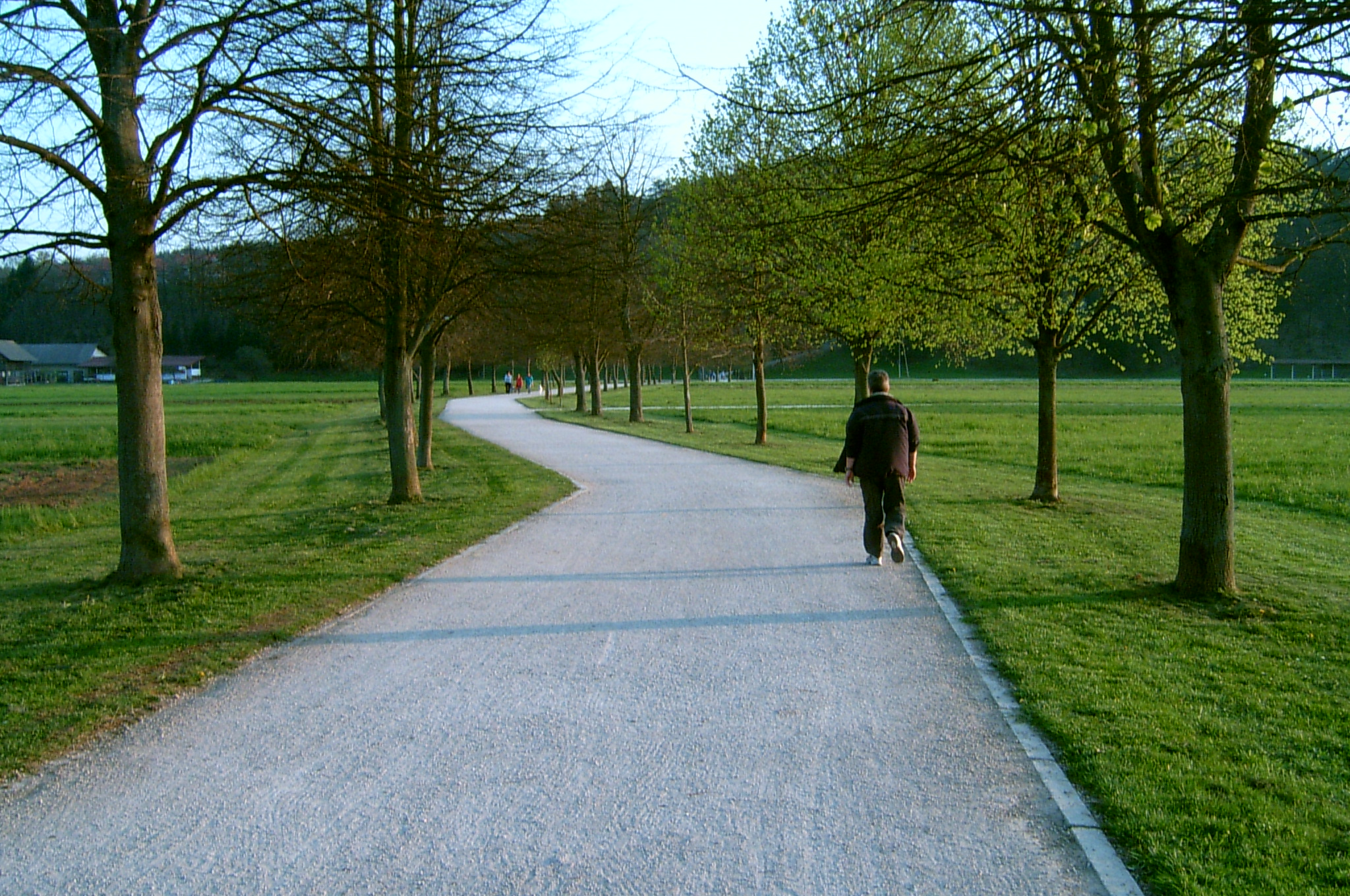
Un pezzo del sentiro dedicato alle vittime della seconda guerra mondiale